# Белужино-Колдаиров
Белужино-Колдаиров — хутор в Иловлинском районе Волгоградской области, входит в состав муниципального образования Озерское сельское поселение.
В окрестностях хутора находится уникальный археологический комплекс – древний курганный могильник, датируемый III тыс. до н.э. - XV в. н.э., находки из которого (предметы вооружения, конская упряжь, погребальный инвентарь, монеты и т.д.) хранятся в Волгоградском областном археологическом музее. Ученые предполагают, что общее количество курганов в этом могильнике свыше 50, среди них сарматское, золотоордынские и печенежские погребения, однако на данный момент изучены далеко не все захоронения.
Курганы периодически подвергаются грабительским раскопкам «чёрными» копателями.

## География
Расположен на левом берегу реки Дон, напротив станицы Сиротинской  в 19 км западнее Иловли.

## Население
| 2002 | 2010 |
| ---- | ---- |
| 100  | ↗165 |